# Drakenkoning
Drakenkoning is een God in het daoïsme en een heilige in het boeddhisme. De Drakenkoning beheerst volgens gelovigen het weer en natuurrampen. De God wordt vereerd in China, Korea, Japan, Ryukyu-eilanden en Vietnam. Er zijn vier Drakenkoningen die ook allen over de zee heersen. De Drakenkoningen worden afgebeeld als een menselijk persoon met de hoofd van een Chinese draak. Ze vertegenwoordigen wijsheid, kracht en goedheid. Gelovigen zijn van mening dat het aanbidden van de Drakenkoning tijdens droogte ervoor zal zorgen dat het sneller zal regenen. Hij beschermt vissers en waterdragers, maar straft verspillers van water. Een boze Drakenkoning zorgt voor storm, mist en aardbevingen. Oost-China is in de geschiedenis vaak geteisterd door droogte. Daarom zijn daar tegenwoordig nog de meeste tempels te vinden die gewijd zijn aan de Drakenkoning.